# Ludwik Silberstein
Ludwik Silberstein (Varsóvia, 17 de maio de 1872 – 17 de janeiro de 1948) foi um físico polonês-estadunidense.
Foi palestrante do Congresso Internacional de Matemáticos em Cambridge (1912) e Toronto (1924).

## Obras
- The theory of relativity, MacMillan 1914, online
- Elements of the electromagnetic theory of light, Longmans, Green and Company, London 1918
- Simplified method of tracing rays through any optical system of lenses, prisms, and mirrors, Longmans, Green and Company 1918
- Vectorial Mechanics, Macmillan 1926
- Elements of Vector Algebra, Longmans, Green and Company 1919
- Projective vector algebra; an algebra of vectors independent of the axioms of congruence and of parallels, Londres, G. Bell 1919
- The size of the universe; attempts at a determination of the curvature radius of spacetime, Oxford University Press 1930
- The theory of general relativity and gravitation, Van Nostrand 1922 (Lições em Toronto 1921)